# تاجیکستان در المپیک تابستانی ۲۰۱۶
تاجیکستان با ۹ ورزشکار در ۷ رشته ورزشی در سی و یکمین دوره المپیک تابستانی که از ۵ آگوست تا ۲۱ اوت ۲۰۱۶ در ریودوژانیرو برگزار گردید، شرکت نمود.

## دو و میدانی
دو و میدانی کاران تاجیکستانی در دو ماده موفق به کسب سهمیه شدند.